# Volkswagen LT
Volkswagen LT je největší lehký užitkový automobil, který v letech 1975 až 2006 vyráběla německá automobilka Volkswagen. Jeho nástupcem je Volkswagen Crafter. Byl vyráběn ve dvou generacích s pohonem zadních nebo všech kol. Zkratka LT znamená Lasten-Transporter (přepravník zboží).

## První generace

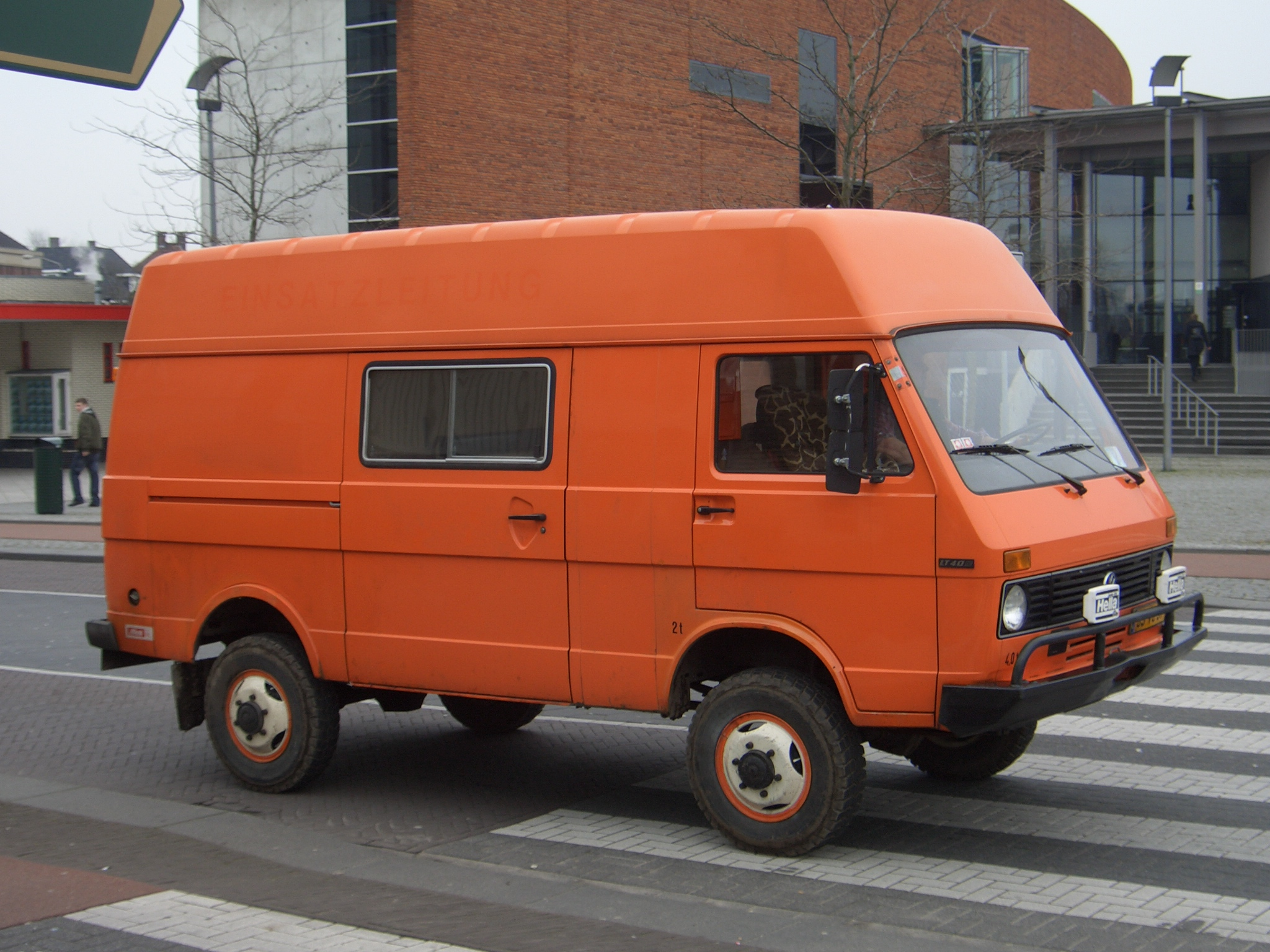
verze 4x4

Poprvé se představila v Berlíně v roce 1975. V době vzniku typu LT již naplno běžela výroba užitkového typu Transporter. Na trhu byla ale poptávka po ještě větších užitkových vozech. Design řady LT byl velmi podobný právě třetí generaci Transporteru. Na rozdíl od něj měl ale motor umístěn vpředu mezi sedadly řidiče a spolujezdce. Na výběr byly původně tři verze: LT28, LT31 a LT35. Číslice označovaly hmotnost vozidla v tunách: 2,8 t, 3,1 t nebo 3,5 t. Další možnost volby byla mezi dvěma délkami rozvoru, výškami střechy a typem kabiny. Později se objevily větší typy LT40 a LT55. V letech 1986 a 1993 prošel model faceliftem. Změněn byl zejména vzhled předních světlometů a masky chladiče. Kromě užitkových verzí stavěla na základě typu LT společnost Westfalia obytné nástavby. Kabina byla také využita u lehčího nákladního automobilu VW-MAN.

## Druhá generace

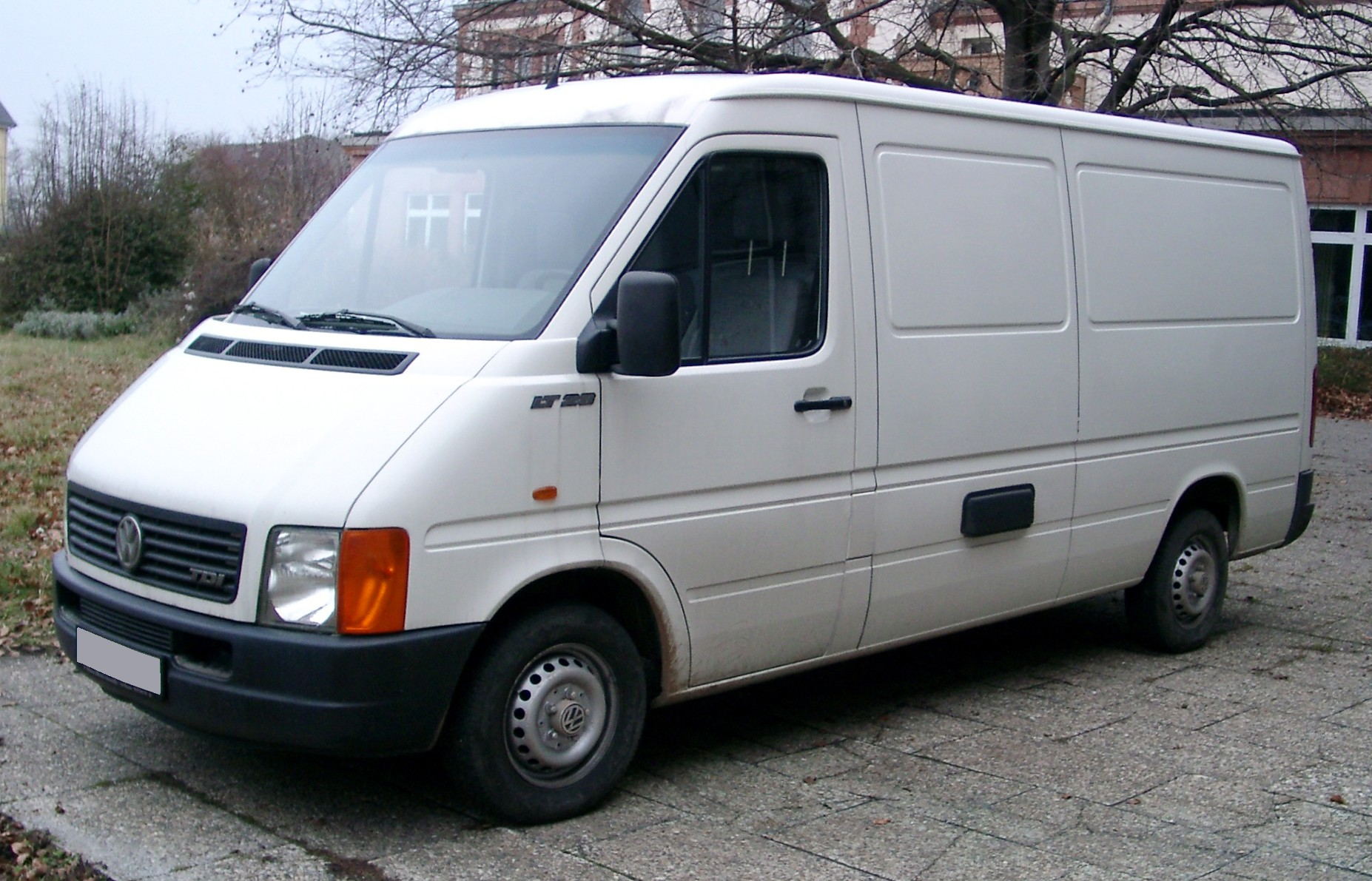
LT28

Poprvé se představila v roce 1996. Vznikla ve spolupráci s automobilkou Mercedes-Benz. Na stejném základu je postaven i Mercedes-Benz Sprinter první generace. Design se více blíží čtvrté generaci Transporteru. Rozmezí hmotností je od 2,6 do 4,6 tuny. K pohonu slouží výhradně vznětové motory TDI vyvinuté Volkswagenem. Bylo vyrobeno okolo 350 tisíc vozů druhé generace. V roce 2006 byl typ LT nahrazen typem Crafter.